# Konstgödningsfabriks AB i Landskrona
Konstgödningsfabriks AB i Landskrona var en svensk tillverkare av konstgödslet superfosfat, som grundades 1882 i Landskrona.
Den första anläggningen byggdes på Gråen utanför hamnen. I början av 1900-talet flyttades produktionen till fastlandet, där en ny fabrik, som utvecklades till en av Landskronas större företag, med drygt 600 anställda som mest. 

## Landskronafabriken under nya ägare
Superfosfatfabrikerna i Helsingborg och Landskrona bildade 1906 försäljningsbolaget Skånska superfosfatfabrikernas försäljnings AB med säte i Helsingborg. Alla de svenska tillverkarna av superfosfat, med undantag av Stockholms Superfosfat Fabriks AB, ingick under 1920-talet en kartell, som styrdes genom detta försäljningsbolag. År 1931 togs ett steg vidare, då AB Förenade superfosfatfabriker bildades genom att dessa bolag gick samman också i ett gemensamt produktionsföretag. Sammanslagningen skedde tekniskt så att aktiekapitalet i Konstgödningsfabriks AB i Landskrona utökades. Senare genomfördes en namnändring. AB Förenade superfosfatfabriker hade till en början huvudkontor i Landskrona, men detta flyttades efter en tid till Helsingborg.
I Landskrona tillverkades senare NPK-konstgödsel. Produktionen av fosforsyra gav gips som en restprodukt och för att lagra gipsen skapades Gipsön utanför hamnen i anslutning till Gråen.
AB Förenande Superfostatfabriker upplöstes 1970, då AB Supra bildades genom samgående med Svenska Salpeterverken och köp av Kväveverket i Landskrona av Kema Nord- År 1981 köptes 75 % av aktierna i Supra av Norsk Hydro och senare blev Hydro helägare. År 2004 avknoppades konstgödseldivisionen Hydro Agri för att bli det börsnoterade bolaget Yara International ASA.
Tillverkningen av NPK i Landskrona upphörde i början av 1990-talet. År 2000 upphörde också produktionen vid Växtnäringsfabriken, (Kväveverket)- Kvar i Landskrona finns en av Yaras fyra svenska terminaler för import av konstgödsel.